# ハロウィン・ナイト
「ハロウィン・ナイト」（Halloween Night）は、日本の女性アイドルグループ・AKB48の楽曲。楽曲は秋元康により作詞、井上ヨシマサにより作曲されている。2015年8月26日にAKB48のメジャー41作目のシングルとしてキングレコードから発売された。AKB48の楽曲としては初めてアナログ盤でも2015年9月16日に発売された。楽曲のセンターポジションは指原莉乃が務めた。

## 背景とリリース
前作『僕たちは戦わない』から約3か月ぶりのリリースで、2015年のシングル第3弾。
「Type A」の「初回限定盤」、「Type A」の「通常盤」、「Type B」の「初回限定盤」、「Type B」の「通常盤」、「Type C」の「初回限定盤」、「Type C」の「通常盤」、「Type D」の「初回限定盤」、「Type D」の「通常盤」、「劇場盤」の9形態でリリースされた。
楽曲は、同年6月6日に開票結果が発表された『AKB48 41stシングル 選抜総選挙』の1位から16位までのメンバーによって歌唱されている。1位を獲得した指原莉乃が、2013年8月にリリースされた『恋するフォーチュンクッキー』以来2年ぶりにシングル表題曲のセンターポジションを務めている。
SKE48の松村香織が、AKB48のシングル表題曲で初めての選抜メンバー入り。選抜復帰のメンバーは3人で、柴田阿弥が『心のプラカード』以来、1年（4作）ぶり、北原里英が『ラブラドール・レトリバー』以来、1年3か月（5作）ぶり、高柳明音が『真夏のSounds good !』以来、3年3か月（15作）ぶりの選抜入りとなった。AKB48としての活動を終えた生駒里奈、川栄李奈、SKE48から卒業の松井玲奈の3人のほか、大島涼花、大和田南那、岡田奈々、加藤玲奈、川本紗矢、木﨑ゆりあ、北川綾巴、小嶋陽菜、小嶋真子、兒玉遥、坂口渚沙、須田亜香里、高橋朱里、田野優花、中野郁海、峯岸みなみ、向井地美音の17人が選抜から外れた。また、渡辺美優紀（NMB48）にとっては、この作品が最後のAKB48のシングル選抜入り表題曲となった。
2015年7月4日に日本テレビ系列で生放送された特別音楽番組『THE MUSIC DAY 音楽は太陽だ。』で初公開および初披露された。
キャッチコピーは「クラブじゃないんだ、ディスコだよ!」。
Type Cに収録された「一歩目音頭」は、AKB48公式盆踊りソングである。

## アートワーク
| Type A・初回限定盤 | 柏木由紀、指原莉乃、渡辺麻友                       |
| Type B・初回限定盤 | 高橋みなみ、松井珠理奈、宮脇咲良、山本彩           |
| Type C・初回限定盤 | 北原里英、島崎遥香、宮澤佐江、横山由依             |
| Type D・初回限定盤 | 柴田阿弥、高柳明音、松村香織、武藤十夢、渡辺美優紀 |
| Type A・通常盤     | 柏木由紀、指原莉乃、渡辺麻友                       |
| Type B・通常盤     | 高橋みなみ、松井珠理奈、宮脇咲良、山本彩           |
| Type C・通常盤     | 北原里英、島崎遥香、宮澤佐江、横山由依             |
| Type D・通常盤     | 柴田阿弥、高柳明音、松村香織、武藤十夢、渡辺美優紀 |
| 劇場盤             | 指原莉乃                                           |

## チャート成績
『ハロウィン・ナイト』のシングルCDは、発売前日（集計初日）の2015年8月25日付のオリコンデイリーCDシングルランキングにおいて推定売上枚数約118万8000枚を記録し、初登場1位を獲得した。これにより、AKB48は通算10作目となる集計初日のみでのミリオンセラーを達成し、これまで8月頃にリリースされた総選挙選抜曲の中で歴代最高の初日売上となった。初日での達成に限らなければ、ミリオンセラー達成は「桜の木になろう」から22作連続、通算23作目である。
その後、2015年9月7日付のオリコン週間CDシングルランキングにおいて初登場1位を記録した。同チャートにおけるAKB48のシングルの1位獲得は「RIVER」から28作連続、通算28作目である。初動売上は約127万8000枚となった。
オリコン2015年 年間シングルランキングにおいて2位となった。

## ミュージック・ビデオ
今作のミュージック・ビデオの制作を担当したのは、映像ディレクターの関和亮である。また、雑誌『Make-up Artist Magazine』で「世界の注目アーティスト10人」に選ばれたJIROがハロウィン仕様の特殊メイクを手掛けた。MVは、1970年代から1980年代にかけて全盛期を迎えたディスコをテーマとしている。東京都内のスタジオで撮影され、1970年代から1980年代にディスコで踊っていた人々がエキストラとして参加した。曲の振り付けは、指原が2年前に初センターを務めた「恋するフォーチュンクッキー」と同様にパパイヤ鈴木が担当した。

## 衣装
当初はディスコソングとしてのデザインで衣装を制作していたが、MV撮影の10日前に秋元康から「ハロウィンにしよう」という提案がなされ、急遽、西洋風のモンスターをモチーフとした衣装の制作に取りかかった。今作の衣装はメンバー別で異なっており、衣装部はわずか10日間で16着の衣装を完成させた。
2015年8月1日にさいたまスーパーアリーナで開催されたコンサート『AKB48真夏の単独コンサートinさいたまスーパーアリーナ〜川栄さんのことが好きでした〜』では、選抜メンバー以外にも、この公演に参加したメンバー108名全員が異なるハロウィンの仮装でパフォーマンスした。
着用した衣装のモチーフは、以下の通りである。
| メンバー         | 衣装のモチーフ             |
| 選抜メンバー     | 選抜メンバー               |
| ---------------- | -------------------------- |
| 指原莉乃         | 魔女                       |
| 柏木由紀         | 猛獣使い                   |
| 渡辺麻友         | あやつりフランス人形       |
| 高橋みなみ       | ブリキネコ                 |
| 松井珠理奈       | スパイダー                 |
| 山本彩           | 西洋の騎士の亡霊           |
| 宮脇咲良         | ピエロ                     |
| 宮澤佐江         | フランケンシュタイン       |
| 島崎遥香         | 死神                       |
| 横山由依         | ブリキのコウモリ           |
| 北原里英         | 海賊の亡霊                 |
| 渡辺美優紀       | うさぎのつぎはぎぬいぐるみ |
| 松村香織         | ミイラ男                   |
| 高柳明音         | 双子のつぎはぎメイド       |
| 柴田阿弥         | 双子のつぎはぎメイド       |
| 武藤十夢         | オオカミ男                 |
| 選抜メンバー以外 |                            |
| 小嶋陽菜         | 雪の女王                   |
| 峯岸みなみ       | パンプキン                 |
| 木﨑ゆりあ       | 人喰い花                   |
| 高橋朱里         | メデューサ                 |
| 小嶋真子         | ビートルジュース風         |
| 川栄李奈         | 船乗りの亡霊               |
| 加藤玲奈         | 毒キノコ                   |
| 岡田奈々         | 女戦士の亡霊               |
| 入山杏奈         | デビル                     |

## メディアでの使用
ハロウィン・ナイト
- フジテレビ夏のイベント『お台場夢大陸 〜ドリームメガナツマツリ〜』テーマソング[24]
- GREE『AKB48 ステージファイター』CMソング[25][26]
- アサヒ飲料『ワンダ モーニングショット』「秋登場」篇[注釈 3][27]・『ワンダ 金の微糖』「男の輝き」篇[28]CMソング
- ディップ『バイトル』「満足度No.1」篇CMソング[29]

ヤンキーマシンガン
- 日本テレビ・Huluドラマ『マジすか学園5』主題歌[30]

群像
- 日本テレビ・Huluドラマ『マジすか学園5』エンディング・テーマ[30]

## シングル収録トラック

### Type A
「初回限定盤」と「通常盤」の2種類が存在するが、収録トラックは同一。
| #         | タイトル                                            | 作詞      | 作曲         | 編曲           | 時間  |
| --------- | --------------------------------------------------- | --------- | ------------ | -------------- | ----- |
| 1.        | 「ハロウィン・ナイト」                              | 秋元康    | 井上ヨシマサ | 井上ヨシマサ   | 5:06  |
| 2.        | 「さよならサーフボード」(アンダーガールズ)          | 秋元康    | 井上ヨシマサ | 井上ヨシマサ   | 5:00  |
| 3.        | 「君にウェディングドレスを…」(フューチャーガールズ) | 秋元康    | 福田貴訓     | 野中“まさ”雄一 | 4:51  |
| 4.        | 「ハロウィン・ナイト（off vocal ver.）」            |           | 井上ヨシマサ | 井上ヨシマサ   | 5:06  |
| 5.        | 「さよならサーフボード（vocal ver.）」              |           | 井上ヨシマサ | 井上ヨシマサ   | 5:00  |
| 6.        | 「君にウェディングドレスを…（off vocal ver.）」     |           | 福田貴訓     | 野中“まさ”雄一 | 4:50  |
| 合計時間: | 合計時間:                                           | 合計時間: | 合計時間:    | 合計時間:      | 29:56 |

| #         | タイトル                      | 作詞      | 作曲・編曲 | 監督     | 時間 |
| --------- | ----------------------------- | --------- | ---------- | -------- | ---- |
| 1.        | 「ハロウィン・ナイト」        |           |            | 関和亮   | 5:26 |
| 2.        | 「さよならサーフボード」      |           |            | 土屋隆俊 | 6:05 |
| 3.        | 「君にウェディングドレスを…」 |           |            | 中村太洸 | 7:37 |
| 合計時間: | 合計時間:                     | 合計時間: | 19:08      |          |      |

### Type B
「初回限定盤」と「通常盤」の2種類が存在するが、収録トラックは同一。
| #         | タイトル                                         | 作詞      | 作曲         | 編曲         | 時間  |
| --------- | ------------------------------------------------ | --------- | ------------ | ------------ | ----- |
| 1.        | 「ハロウィン・ナイト」                           | 秋元康    | 井上ヨシマサ | 井上ヨシマサ | 5:06  |
| 2.        | 「さよならサーフボード」(アンダーガールズ)       | 秋元康    | 井上ヨシマサ | 井上ヨシマサ | 5:00  |
| 3.        | 「君だけが秋めいていた」(アップカミングガールズ) | 秋元康    | 奥田もとい   | 久下真音     | 4:30  |
| 4.        | 「ハロウィン・ナイト（off vocal ver.）」         |           | 井上ヨシマサ | 井上ヨシマサ | 5:06  |
| 5.        | 「さよならサーフボード（off vocal ver.）」       |           | 井上ヨシマサ | 井上ヨシマサ | 5:00  |
| 6.        | 「君だけが秋めいていた（off vocal ver.）」       |           | 奥田もとい   | 久下真音     | 4:28  |
| 合計時間: | 合計時間:                                        | 合計時間: | 合計時間:    | 合計時間:    | 29:14 |

| #         | タイトル                 | 作詞      | 作曲・編曲 | 監督     | 時間 |
| --------- | ------------------------ | --------- | ---------- | -------- | ---- |
| 1.        | 「ハロウィン・ナイト」   |           |            | 関和亮   | 5:26 |
| 2.        | 「さよならサーフボード」 |           |            | 土屋隆俊 | 6:05 |
| 3.        | 「君だけが秋めいていた」 |           |            | 井上強   | 5:16 |
| 合計時間: | 合計時間:                | 合計時間: | 16:47      |          |      |

### Type C
「初回限定盤」と「通常盤」の2種類が存在するが、収録トラックは同一。
| #         | タイトル                                 | 作詞      | 作曲         | 編曲               | 時間  |
| --------- | ---------------------------------------- | --------- | ------------ | ------------------ | ----- |
| 1.        | 「ハロウィン・ナイト」                   | 秋元康    | 井上ヨシマサ | 井上ヨシマサ       | 5:07  |
| 2.        | 「水の中の伝導率」(ネクストガールズ)     | 秋元康    | 田中俊亮     | 佐々木裕           | 4:33  |
| 3.        | 「一歩目音頭」                           | 秋元康    | 福田貴史     | 福田貴史、福田大輔 | 4:00  |
| 4.        | 「ハロウィン・ナイト（off vocal ver.）」 |           | 井上ヨシマサ | 井上ヨシマサ       | 5:06  |
| 5.        | 「水の中の伝導率（off vocal ver.）」     |           | 井上ヨシマサ | 井上ヨシマサ       | 4:33  |
| 6.        | 「一歩目音頭（off vocal ver.）」         |           | 福田貴史     | 福田貴史、福田大輔 | 3:58  |
| 合計時間: | 合計時間:                                | 合計時間: | 合計時間:    | 合計時間:          | 27:18 |

| #         | タイトル               | 作詞      | 作曲・編曲 | 監督     | 時間 |
| --------- | ---------------------- | --------- | ---------- | -------- | ---- |
| 1.        | 「ハロウィン・ナイト」 |           |            | 関和亮   | 5:26 |
| 2.        | 「水の中の伝導率」     |           |            | 三石直和 | 4:47 |
| 3.        | 「一歩目音頭」         |           |            | 井上哲央 | 4:13 |
| 合計時間: | 合計時間:              | 合計時間: | 14:26      |          |      |

### Type D
「初回限定盤」と「通常盤」の2種類が存在するが、収録トラックは同一。
| #         | タイトル                                 | 作詞      | 作曲         | 編曲         | 時間  |
| --------- | ---------------------------------------- | --------- | ------------ | ------------ | ----- |
| 1.        | 「ハロウィン・ナイト」                   | 秋元康    | 井上ヨシマサ | 井上ヨシマサ | 5:07  |
| 2.        | 「水の中の伝導率」(ネクストガールズ)     | 秋元康    | 田中俊亮     | 佐々木裕     | 4:33  |
| 3.        | 「ヤンキーマシンガン」                   | 秋元康    | ツキダタダシ | ツキダタダシ | 4:00  |
| 4.        | 「ハロウィン・ナイト（off vocal ver.）」 |           | 井上ヨシマサ | 井上ヨシマサ | 5:06  |
| 5.        | 「水の中の伝導率（off vocal ver.）」     |           | 田中俊亮     | 佐々木裕     | 4:33  |
| 6.        | 「ヤンキーマシンガン（off vocal ver.）」 |           | ツキダタダシ | ツキダタダシ | 3:58  |
| 合計時間: | 合計時間:                                | 合計時間: | 合計時間:    | 合計時間:    | 27:19 |

| #         | タイトル               | 作詞      | 作曲・編曲 | 監督               | 時間 |
| --------- | ---------------------- | --------- | ---------- | ------------------ | ---- |
| 1.        | 「ハロウィン・ナイト」 |           |            | 関和亮             | 5:26 |
| 2.        | 「水の中の伝導率」     |           |            | 三石直和           | 4:47 |
| 3.        | 「ヤンキーマシンガン」 |           |            | 大谷太郎、西堀哲郎 | 4:10 |
| 合計時間: | 合計時間:              | 合計時間: | 14:23      |                    |      |

### 劇場盤
| #         | タイトル                                   | 作詞      | 作曲         | 編曲         | 時間  |
| --------- | ------------------------------------------ | --------- | ------------ | ------------ | ----- |
| 1.        | 「ハロウィン・ナイト」                     | 秋元康    | 井上ヨシマサ | 井上ヨシマサ | 5:06  |
| 2.        | 「さよならサーフボード」(アンダーガールズ) | 秋元康    | 井上ヨシマサ | 井上ヨシマサ | 5:00  |
| 3.        | 「群像」                                   | 秋元康    | 和田耕平     | 和田耕平     | 4:31  |
| 4.        | 「ハロウィン・ナイト（off vocal ver.）」   |           | 井上ヨシマサ | 井上ヨシマサ | 5:06  |
| 5.        | 「さよならサーフボード（off vocal ver.）」 |           | 井上ヨシマサ | 井上ヨシマサ | 5:00  |
| 6.        | 「群像（off vocal ver.）」                 |           | 和田耕平     | 和田耕平     | 4:30  |
| 合計時間: | 合計時間:                                  | 合計時間: | 合計時間:    | 合計時間:    | 29:13 |

## 選抜メンバー
かっこ内は『AKB48 41stシングル 選抜総選挙』における順位。
- 柏木由紀（2位） [注釈 4]
- 北原里英（11位） [注釈 5]
- 指原莉乃（1位） [注釈 6]
- 柴田阿弥（15位） [注釈 7]
- 島崎遥香（9位）
- 高橋みなみ（4位）
- 高柳明音（14位） [注釈 7]
- 松井珠理奈（5位） [注釈 8]
- 松村香織（13位） [注釈 7]
- 宮澤佐江（8位） [注釈 9]
- 宮脇咲良（7位） [注釈 10]
- 武藤十夢（16位）
- 山本彩（6位） [注釈 11]
- 横山由依（10位）
- 渡辺麻友（3位）
- 渡辺美優紀（12位） [注釈 11]

## JKT48によるカバー
AKB48の姉妹グループであるJKT48が本楽曲をカバーし、グループの11作目のシングルとして、2015年8月26日にHits Recordsから発売された。
歌詞は全編にわたってインドネシア語に翻訳したもの。楽曲のセンターポジションはジェシカ・フェランダ。また、英語でカバーしたバージョンも収録されている。
CDは通常盤、Music Cardの2形態。
カップリングでは他に、NMB48から「Don't look back!」「てっぺんとったんで!」、HKT48から「アイドルの王者」の計3曲のカバーが収録されている。

### シングル収録トラック
| 全作詞: 秋元康。 |                                               |        |              |              |
| #                | タイトル                                      | 作詞   | 作曲         | 編曲         |
| 1.               | 「Halloween Night」                           | 秋元康 | 井上ヨシマサ | 井上ヨシマサ |
| 2.               | 「Halloween Night（Dangdut Version）」        | 秋元康 | 井上ヨシマサ |              |
| 3.               | 「Ratu Para Idola - Idol no Ouja -」          | 秋元康 | cAnON.       | K3CP         |
| 4.               | 「Don't Look Back!」                          | 秋元康 | Carlos K.    | 武藤星児     |
| 5.               | 「Ingin Meraih Puncak! - Teppen Tottande! -」 | 秋元康 | 横健介       | 武藤星児     |
| 6.               | 「Halloween Night（English Version）」        | 秋元康 | 井上ヨシマサ | 井上ヨシマサ |

| #  | タイトル                                         | 作詞 | 作曲・編曲 |
| -- | ------------------------------------------------ | ---- | ---------- |
| 1. | 「Halloween Night Music Video」                  |      |            |
| 2. | 「Halloween Night Music Video Behind the Scene」 |      |            |

### 選抜メンバー
- アヤナ・シャハブ
- イレィン・ハルタント
- ガイダ・ファリシャ
- ジェシカ・フェランダ
- シャニア・ジュニアナタ
- シンディ・ユフィア
- デフィ・キナル・プトゥリ
- 仲川遥香
- ナビラ・ラトナ・アユ・アザリア
- フィフィヨナ・アプリアニ
- プリシリア・サリ・デウィ
- ベビー・チャエサラ・アナディラ
- ミシェル・クリスト・クスナディ
- メロディー・ヌランダニ・ラクサニ
- ラトゥ・フィエンニ・フィトゥリリア
- リディア・マウリダ・ジュハンダル